# Блэквуд, Маккензи
Маккензи Блэквуд (англ. Mackenzie Blackwood; 9 декабря 1996, Тандер-Бей (Онтарио), Онтарио, Канада) — канадский профессиональный хоккеист, вратарь клуба НХЛ «Колорадо Эвеланш».

## Карьера
Блэквуд был выбран на входящем драфте OHL 2012 года в 5-м раунде клубом «Барри Кольтс». В первом же сезоне за Кольтс он вошёл в первую символическую сборную новичков ОХЛ. В следующем сезоне благодаря своей выдающейся игре он был вызван на матч всех звёзд ОХЛ. В 2015 году Маккензи вызвали на матч топ-проспектов CHL, но он был вынужден пропустить мероприятие из-за болезни.
30 декабря 2015 года Блэквуд подписал трёхлетний контракт новичка с клубом НХЛ «Нью-Джерси Девилз», который выбрал его на драфте 2015 года во 2-м раунде под общим 42-м номером.
Первый вызов в состав «Девилз» Маккензи получил 17 декабря 2018 года, после того, как основной голкипер команды Кори Шнайдер получил травму. На следующий день он Блэквуд дебютировал в НХЛ в матче против «Торонто Мейпл Лифс», дьяволы проиграли со счётом 2:7, а сам Маккензи заменил Кита Кинкейда в третьем периоде и отразил 8 бросков по своим воротам из 10. 20 декабря 2018 года он впервые в НХЛ вышел в стартовом составе на матч против «Коламбус Блю Джекетс», Девилз проиграли со счётом 1:2, однаком сам Маккензи провёл отличный матч, отразив 36 бросков из 38. 27 декабря 2018 года он одержал свою первую победу в карьере НХЛ в матче против «Бостон Брюинз», отразив 40 бросков из 42. 29 декабря 2018 года в матче против «Каролина Харрикейнз», всего лишь в третьем матче, в котором Блэквуд вышел в стартовом составе, он сделал свой первый "шатаут".
23 декабря 2020 года Блэквуд продлил контракт с клубом на 3 года на сумму $8,4 млн.
27 июня 2023 года «Нью-Джерси Девилз», за несколько дней до окончания контракта, обменял Блэквуда в «Сан-Хосе Шаркс» на выбор в шестом раунде драфта 2023 года. 1 июля вратарь подписал двухлетний контракт с новым клубом на сумму $4,7 млн.
9 декабря 2024 года был обменян в «Колорадо Эвеланш» вместе с форвардом Джованни Смитом и выбором во пятом раунде драфта 2027 года на Александра Георгиева, Николая Коваленко, выбор во втором раунде драфта 2026 года и условный выбор во пятом раунде драфта 2025 года. Колорадо удержали 14% зарплаты Георгиева.